# Їжатець чубатий
Їжатець чубатий, їжатець гребінчастий (Hystrix cristata) — вид гризунів із родини їжатцеві роду їжатець (Hystrix). 

## Поширення
Мешкає в південній Європі, північній, центральній та західній Африці. Висота проживання: від рівня моря до 2550 м у марокканських Антиатласах. Може жити серед лісів, саванних лісів, кинутих полів, сухих чагарників Середземномор'я, степів, сухих скелястих районів. Симпатричний (займає або перекриває той же географічний район без схрещування) із Їжатцем південноафриканським у центральній Африці. Іноді стверджують, що їжатець був завезений в Італію римлянами, але викопні та субвикопні залишки свідчать, що він, можливо, був у Європі у верхньому плейстоцені.

## Особливості біології
Рухливість гемоглобіну H. cristata значно більша, ніж у здорової людини. Каріотип: 2n=60-66, FN=112-116.

## Зовнішня морфологія

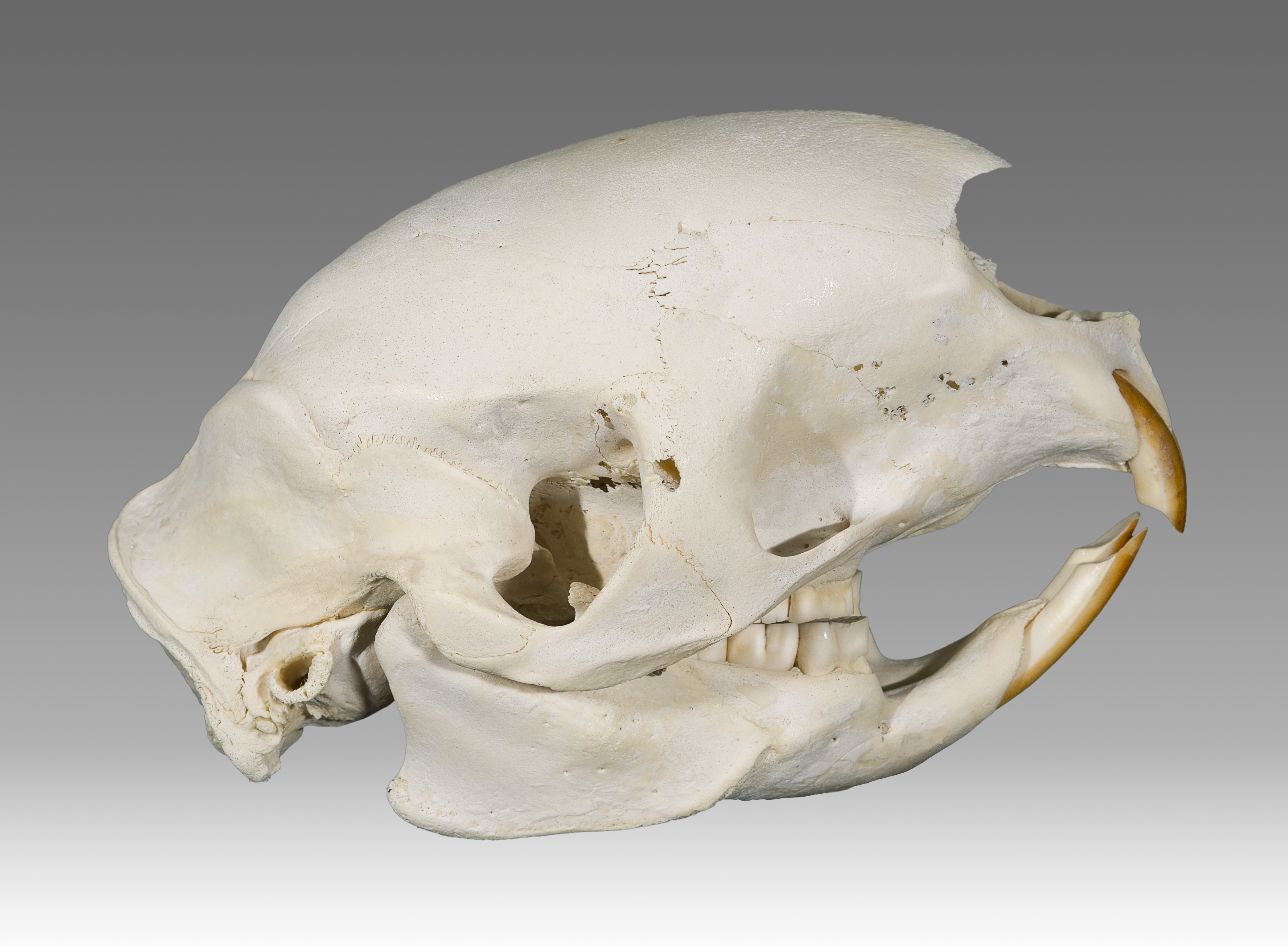
череп

Довжина 77-102 см, хвоста 12-17 см, вага 15-27 кг. Має міцні кігті для риття, округлу велику голову з маленькими очима і вухами й тупий ніс. Кремезний, з грубим чорно-коричневим хутром з густою щетиною на шиї, плечах і ногах. На голові вона менша. Голова жовто-сірого кольору. Вздовж центру голови, уздовж шиї до спини знаходиться грива довгого, коричнево-білого волосся, що блідне до країв, і може бути зведена у формі гребеня. З середини спини, по боках і на верхній частині хвоста, розміщений гребінь чорних і білих голок, які можуть досягати до 40 см у довжину. Голки на краю хвоста білі, короткі та порожнисті. Ноги товсті з великими ступнями. Відмінною особливістю даного виду є те, що довжина порожнистою частини голок на брязкальних голках менше 60 мм, а зазвичай менше 50 мм і середня лінія вздовж крупа чорна або строката. Також звук, який виробляють брязкальця H. cristata відрізняються тріскотіння H. africaeaustralis. 

## Поведінка

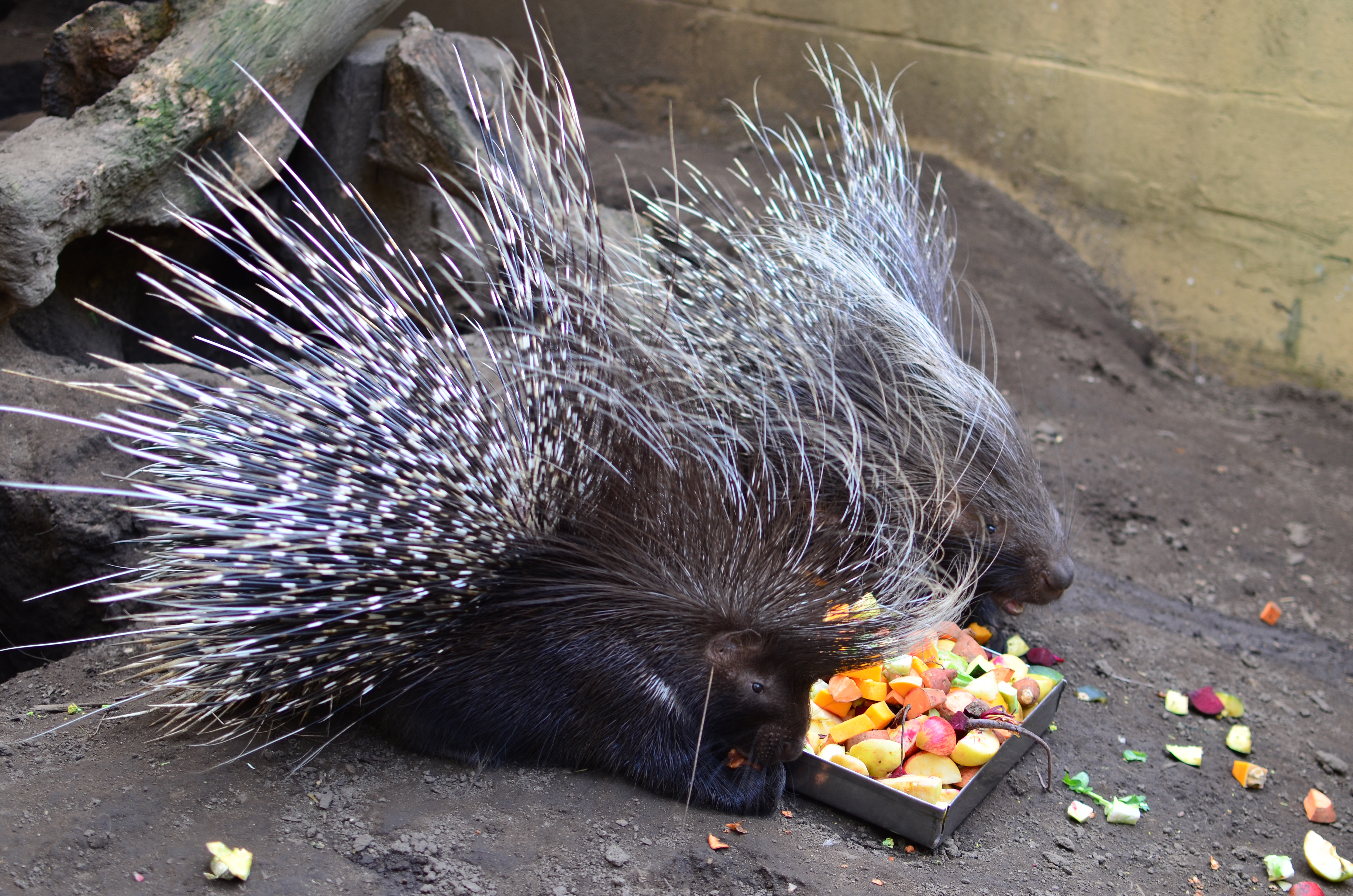
Основою харчування їжатців чубатих є коренеплоди

Його лігво знаходиться в глибокій норі або печері. Харчується коренями та бульбами. Голос обмежується бурчанням. Він загалом самітницький і, як відомо, може долати великі відстані в пошуках їжі. Їжатець гребінчастий головним чином нічна тварина, що живе і розмножується в норах чи кублах. Вагітність триває 7-8 тижнів, після якої народжується 1-4 малюка у вистеленому травою лігві. Тривалість життя до 20 років. 

## Поведінка при зустрічі з потенційним ворогом
Щоб відлякувати хижаків або захистити себе, H. cristata піднімає голки і раптом виглядає набагато більшим і запеклішим. Інше попередження це гучний стукіт дещо коротшими голками на короткому хвості тварини. Якщо вигляд голок гребінчастого їжатця не справляє враження на потенційного хижака, він тупотить ногами і гримить голками. Якщо і це марно, атакує самозванця, біжучи задом наперед, так що зловмисник отримує в обличчя кілька гострих голок. Голки можуть бути фатальними, навіть для таких великих хижаків, як лев.